# لیک چرچ (ویسکانسین)
لیک چرچ (به انگلیسی: Lake Church) یک منطقهٔ مسکونی در ایالات متحده آمریکا است که در شهرستان اوزاوکی، ویسکانسین واقع شده‌است. لیک چرچ ۲۰۹٫۱ متر بالاتر از سطح دریا واقع شده‌است.